# Cercomantispa decellei
Cercomantispa decellei is een insect uit de familie van de Mantispidae, die tot de orde netvleugeligen (Neuroptera) behoort. 
Cercomantispa decellei is voor het eerst wetenschappelijk beschreven door Poivre in 1982.